# Marc Godfroid
Marc Godfroid (Opbrakel, 10 mei 1960) is trombonist, bigband-leider en lid van het Brussels Jazz Orchestra.
Op uitnodiging van artistiek leider Etienne Verschueren, begon Godfroid zijn muzikale carrière in 1981 als lid van het BRT Jazz Orkest. Datzelfde jaar werd hij leider van Eurojazz, het jeugdorkest van de Europese Unie waarmee hij ook op rondreis ging door Europa. 
In 1982 werd hij lid van het Tony Bauwens Sextet. Dat jaar behaalde hij als solist in het Big Band Sound-orkest van Wetteren ook een prijs op het Tros Big Band Festival in Amersfoort.
Hij maakte deel uit van verschillende andere bigbands, zoals Peter Herbolzheimer Rhythm Combination and Brass (sinds 1991) en de SWR bigband van Stuttgart (sinds 1995), waar hij onder meer samenspeelde met Slide Hampton, Clark Terry en Frank Foster. 
Hij was ook een van de mede-oprichters van het Brussels Jazz Orchestra.
Godfroid was in april 1995 de eerste die de door Sabam uitgereikte prijs Django d’Or van België in ontvangst mocht nemen.
Sinds 1986 doceert hij jazztrombone aan het Conservatorium van Gent, en hij is sinds 1998 als docent verbonden aan het Sweelinck-Conservatorium van Amsterdam.
Godfroid heeft zijn eigen bigband (Big Band 86) en is actief in de fanfare van Geraardsbergen.